# Grasas y Aceites
Grasas y Aceites. International Journal of Fats and Oils, abgekürzt Grasa Aceites, ist eine wissenschaftliche Fachzeitschrift, die vom Instituto de la Grasa veröffentlicht wird. Die Zeitschrift erscheint mit vier Ausgaben im Jahr. Es werden Arbeiten veröffentlicht, die sich mit der Forschung an Lipiden, insbesondere essbaren Fetten und Ölen, beschäftigen.
Der Impact Factor lag im Jahr 2014 bei 0,882. Nach der Statistik des ISI Web of Knowledge wird das Journal mit diesem Impact Factor in der Kategorie angewandte Chemie an 49. Stelle von 72 Zeitschriften und in der Kategorie Food Science & Technology an 79. Stelle von 123 Zeitschriften geführt.